# Brij Lal
Brij Vilash Lal, né à Labasa aux Fidji le 21 août 1952 et mort le 25 décembre 2021 à Brisbane en Australie,, est un historien, politologue, écrivain et homme politique indo-fidjien.

## Biographie
Ses domaines de recherche incluent l'histoire (notamment contemporaine et politique) de son pays, l'histoire contemporaine des îles du Pacifique, et la diaspora indienne. Il fut également l'un des auteurs de la Constitution des Fidji de 1997, étant l'un des trois membres dirigeants (avec Sir Paul Reeves et Tomasi Vakatora) de la Constitution Review Commission, comité chargé de l'écriture d'une nouvelle Constitution.
Petit-fils de girmitiya, il est, dans un pays où l'ethnicité est un facteur de tensions politiques, d'appartenance ethnique indo-fidjienne.
Outre ses ouvrages d'histoire, Brij Lal a publié son premier roman, Mr Tulsi's Store: a Fijian Journey  (ISBN 1740760077), en 2001.
Avant sa retraite, Brij Lal est professeur d'histoire et directeur du Centre pour le Pacifique contemporain au sein de l'École de Recherche pour les Études sur le Pacifique et l'Asie à l'Université nationale australienne.
Il a reçu de nombreuses décorations ; il est notamment Officier de l'Ordre des Fidji.
En 2015, le ministre de l'Intérieur des Fidji, Timoci Natuva (en), l'interdit d'entrer sur le territoire des Fidji, de même que son épouse, en raison de ses critiques contre le gouvernement de Frank Bainimarama. Brij Lal vit ses dernières années en exil en Australie, et meurt le 25 décembre 2021. Le 25 décembre 2022, le lendemain de sa prise de fonction, le nouveau Premier ministre Sitiveni Rabuka présente les excuses de la nation fidjienne à sa veuve Padma Lal, lève son interdiction d'entrée sur le territoire, et l'invite à amener les cendres de son époux pour qu'il soit inhumé aux Fidji.

## Publications (sélection)
- Girmitiyas : the Origins of the Fiji Indians, 1983,  (ISBN 0959547738)
- Power and Prejudice: The Making of the Fiji Crisis, 1988
- Broken Waves : a History of the Fiji Islands in the Twentieth Century, 1992,  (ISBN 0824814185)
- Pacific Islands History: Journeys and Transformations, 1992,  (ISBN 0959547762)
- A Vision for Change: AD Patel and the Politics of Fiji, 1997,  (ISBN 9780731523504)
- The Pacific Islands : an Encyclopedia (éd), 2000,  (ISBN 082482265X)
- Chalo Jahaji: On a journey of indenture through Fiji, 2000
- Coup : Reflections on the Political Crisis in Fiji (éd), 2001,  (ISBN 1740760034)
- Bittersweet : the Indo-Fijian Experience (éd.), 2004,  (ISBN 1740761170)
- Pacific Places, Pacific Histories (éd), 2004,  (ISBN 0824827481)
- The Encyclopedia of the Indian Diaspora (éd.), 2006,  (ISBN 9814155659)

### Documentation
- (en) Doug Munro, « Brij V. Lal—Journeys and transformations : Participant Historians of the Pacific », dans The Ivory Tower and Beyond, Newcastle, Cambridge Scholars Publishing, 2009, 328 p. (ISBN 978-1-4438-0534-6), p. 243-309.